# ポプシトカ号5
『'ポプシトカ号5' 』は、ウクライナのグループ「ヌ・ヴィルゴス」のデビューアルバム。

## アルバムについて
当時もまだ初心者だった集団のファーストアルバムは、ポップとユーロポップのスタイルでデザインされたキエフで録音された。アルバムはキエフで録音され、2001年9月にリリースされた。CIS諸国での販売で、販売枚数は70万枚。すべての曲の作者はコンスタンティン・メラデーズである。
このアルバムは、シンプルなコレクターの出版物やカセットでリリースされた。
アルバムはゴールデンのステータスを与えられ、レーベルは全米レコード連盟（NFPF）の対応する賞を受賞した。

## 批判の反応
InterMediaのEkaterina Alekseevaがこのアルバムを高く評価した。レビュー担当者は、「スペル」、「行かせてくれませんか」、「何をしましたか」という曲を比較しました。ヴァレリー・メラゼの仕事で、そして彼女の意見では彼らはかなりうまくいった。ジャーナリストはまた、「ウクライナのデュエットの歌ははるかに踊りやすく、言葉はより覚えやすく、ギターはエネルギッシュに綴られているので、ポップな製品には不必要に思えます」とも述べている。

## トラックのリスト
| #   | タイトル                                            | 作詞 | 作曲・編曲 |
| --- | --------------------------------------------------- | ---- | ---------- |
| 1.  | 「スペル」                                          |      |            |
| 2.  | 「試行番号5」                                       |      |            |
| 3.  | 「私は戻ってきません」                              |      |            |
| 4.  | 「私のお母さんに会います」                          |      |            |
| 5.  | 「私が何をした？」                                  |      |            |
| 6.  | 「爆弾」                                            |      |            |
| 7.  | 「手放せますか」                                    |      |            |
| 8.  | 「今しかない」                                      |      |            |
| 9.  | 「ハグしてください」                                |      |            |
| 10. | 「夏をありがとう」                                  |      |            |
| 11. | 「毎日」                                            |      |            |
| 12. | 「私は戻ってきません (disco space mix by YaD)」     |      |            |
| 13. | 「私は戻ってきません (disco acid drum mix by YaD)」 |      |            |

## 再発
2002年、アルバムは再発されました。彼らはナデジダ・グラノフスキーの下での再リリースの準備をしていた。これはディスクの新版の写真撮影で証明されている。ただし、リリースはすでにタチアナナイニクとアンナセドコバの下で行われ、写真は小冊子と表紙の裏にあります。
アルバムは2枚のディスクで構成されています。1枚目のディスクはアルバム第1版の完全版のアナログ版であり、2枚目のディスクにはストップ！やめる！やめて！、彼女のための2つのリミックス、そして私が戻らない曲のための2つのリミックス。
2003年に、アルバムは再び再発行されました。第2弾と同じデザインですが、ストップの曲が欠けています！やめる！やめる！そして彼女にリミックスしますが、私には戻らないリミックスが存在します。このディスクには4つのグループクリップがあります。このバージョンのコレクター版には、8ページのブックレットと最初の構成の写真が掲載されています。実際、これはディスクの最初のエディションと同じです。新しい曲や後続の作曲についての言及はなく、最初のディスクには3つのクリップが含まれています。また、コレクターのDVDには4つのクリップとスライドショーが収録されています。
さらに、コレクターの復刻版にはソニーエリクソンのスマートフォンを宣伝するチラシがあり、定期的な再発行版にはソニーミュージックCDカタログがあります。
このアルバムは、2002年バージョンと2003年バージョンの両方でオーディオカセットでもリリースされ、2005年にCDランドによって簡易バージョンで再発行されました。これはCDランドからの唯一の再リリースであり、ソニーミュージックバージョンでは採用されていない独自のローレットデザインが採用されています。
さらに、CDとMCの両方にウクライナ語バージョンがあります。

## ボーカル

### 2001年
- アリョーナ・ヴィーンニツカヤ
- ナディヤ・メイヤー

### 2002年 (再発)
- アリョーナ・ヴィーンニツカヤ
- アンナ・セドコーヴァ
- タチアナ・ナニク